# Glaphyrus cinnaberinus
Glaphyrus cinnaberinus är en skalbaggsart som beskrevs av Schweiger 1949. Glaphyrus cinnaberinus ingår i släktet Glaphyrus och familjen Glaphyridae. Inga underarter finns listade i Catalogue of Life.